# Cirongilio de Tracia
Cirongilio de Tracia es un libro de caballerías español publicado por primera vez en Sevilla en 1545, con el título de Los cuatro libros del valeroso caballero Cirongilio de Tracia. Fue obra de Bernardo Pérez de Vargas, quien dedicó su obra a Diego López Pacheco, Duque de Escalona, Marqués de Villena y de Moya y Conde de Santisteban y Xiquena. No parece haber tenido demasiado éxito, ya que no consta que fuese objeto de ninguna reimpresión ni continuación. Cervantes lo menciona en el Quijote como uno de los libros de caballerías que poseía el ventero Palomeque.
Conforme al tópico de la falsa traducción, el autor afirma que el texto original lo escribió el sabio Novarco en griego y fue traducido por el docto historiógrafo Promusis al latín, lengua de la cual se efectuó la versión española.
El libro, que revela una considerable influencia del Amadís de Gaula y en algunos pasajes lo copia casi literalmente, está dividido, como el Amadís, en cuatro libros, los tres primeros con 45 capítulos cada uno y el cuarto con 43. Narra las hazañas de Cirongilio, hijo del rey Eleofrón de Macedonia y Tracia y de la reina Cirongilia, princesa de Tesalia. Apartado de su madre tras el asesinato de su padre, el héroe es criado en la ínsula Patalena por el gigante Epaminón, quien después lo lleva a Constantinopla para ser armado caballero por el Emperador Corosindo, de cuya hija Regia se enamora. Enseguida, Cirongilio inicia una serie de aventuras a cuál más espectacular, hasta que logra desentrañar el secreto de su nacimiento, recuperar el trono macedonio y contraer nupcias con Regia. La obra termina prometiendo una continuación, cuyo protagonista debía ser el príncipe Crisócalo, hijo de Cirongilio y Regia.
Cirongilio de Tracia contiene prácticamente todos los elementos y motivos típicos del género caballeresco, e incluye también una serie de motivos propios de la novela sentimental, como cartas amorosas y piezas líricas, además de extensos y sobrecargados discursos de elevado vocabulario.